# Liaoning (hangarfartyg)
För provinsen i nordöstra Kina se Liaoning.
Liaoning 16 är ett sovjetiskbyggt hangarfartyg av Admiral Kuznetsov-klassen som ingår i den kinesiska flottan.
Fartyget hette ursprungligen Varjag och skulle ha varit i tjänst med sovjetiska flottan och senare ryska flottan men fartyget färdigställdes aldrig där och 2001 såldes fartyget till Kina. Kina färdigställde och modifierade fartyget innan det togs i bruk i september 2012.